# Чжан Ди
Чжан Ди (кит. упр. 张迪, пиньинь Zhāng Dí, р.4 июля 1968) — китайская дзюдоистка, призёр Олимпийских игр.
Чжан Ди родилась в 1968 году в провинции Ляонин. В 1988 году завоевала бронзовую медаль Чемпионата Азии. В 1990 году завоевала золотую медаль Азиатских игр в Пекине. В 1991 году Чжан Ди выиграла чемпионат КНР, но на чемпионате мира оказалась лишь 4-й в списке призёров. В 1992 году она опять стала чемпионкой КНР и завоевала бронзовую медаль Олимпийских игр в Барселоне. В 1993 году она стала чемпионкой Восточноазиатских игр и Спартакиады народов КНР, а в 1994 завоевала бронзовую медаль Азиатских игр. В 1995 году она стала бронзовой призёркой чемпионата КНР, а в 1997 — серебряным призёром Спартакиады народов КНР.